# Peter Hammer
Peter Hammer (teljes nevén Peter Ladislaw Hammer vagy Peter L. Hammer, magyarul Hammer Péter László, egy ideig Petru Ivănescu is,) (Temesvár, 1936. december 23. − Princeton, New Jersey, 2006. december 27.) romániai születésű amerikai matematikus.

## Életpályája
Magyar nyelvű zsidó családban született. A bukaresti egyetemen végzett 1958-ban, ugyanott doktorált Grigore Moisil vezetésével 1965-ben. 1967-ben feleségével (Anca Ivănescu) elhagyta Romániát és Izraelbe költözött. 1967−1979 között az izraeli Technion Egyetemen, 1969−1972 között a kanadai McGill University-n, 1972−1983 között pedig a Waterloo Egyetemen tanított, végül a Rutgers Egyetem volt a munkahelye. Autóbalesetben halt meg 2006 decemberében.
Hét nyelven beszélt, magyar és román nyelvtudását mindvégig megőrizte.

## Munkássága
A Rutgers egyetemen megalapította az operációkutatási központot. Megalapította a Discrete Mathematics, valamint Discrete Applied Mathematics, Discrete Optimization, Annals of Discrete Mathematics, Annals of Operations Research és SIAM Monographs on Discrete Mathematics and Applications folyóiratokat.
Kutatási területei: operációkutatás, diszkrét matematika, valamint a Boole-függvények alkalmazása a gráfelméletben és adatbányászatban.
Romániában Petru Ivănescu néven publikált.

### Könyvei (válogatás)
- 1968. Boolean Methods in Operations Research and Related Areas (társszerző S. Rudeanu). SpringerVerlag, Berlin/Heidelberg/New York, 1968, 330 pages.
- 2007. Boolean Functions: Theory, Algorithms and Applications (társszerző Y. Crama). Cambridge University Press, 2007.
- 2008. Boolean Functions in Computer Science and Engineering (társszerző Y. Crama). Cambridge University Press. 2008.
- 2009. Boolean Functions in Pure and Applied Mathematics (társszerző Y. Crama). Cambridge University Press, 2009.
- 2010. PseudoBoolean Functions (társszerző E. Boros és Y. Crama). Cambridge University Press, 2010.

## Díjak
- 1966-ban megkapta a Román Akadémia George Țițeica-díját,
- 1986-ban megkapta az École Polytechnique Fédérale de Lausanne díszdoktori címét,
- a római Sapienza Egyetem díszdoktora, 1998,
- a Liège-i Egyetem díszdoktora, 1999,
- Euler-érem, 1998 (Institute of Combinatorics and its Applications)

## Fordítás
- Ez a szócikk részben vagy egészben  a   Peter Hammer című angol Wikipédia-szócikk ezen változatának fordításán alapul.  Az eredeti cikk szerkesztőit annak laptörténete sorolja fel. Ez a jelzés csupán a megfogalmazás eredetét és a szerzői jogokat jelzi, nem szolgál a cikkben szereplő információk forrásmegjelöléseként.